# Leona Cavalli
Alleyona Canedo da Silva es una actriz brasileña nacida el 6 de noviembre de 1969 en Rosário do Sul, Río Grande del Sur.

## Biografía
Su padre político, abogado y su madre poeta y maestra, tiene tres hijos. Al nacer, fue nombrado Alleyona. Su madre quería que fuera Leona, pero el padre pensó que el nombre demasiado fuerte para un bebé y decidió adaptarlo. Cavalli proviene de sus patrocinadores.
Su infancia fue en la naturaleza, los campos de juego por los gauchos, donde el caballo corría, trepaba a los árboles, nadar y practicar otros muchos deportes. Con su padre, quien fue dos veces alcalde de la ciudad, aprendió pronto a vivir con un montón de gente subiendo por el tronco, asistiendo a los mítines. Con su madre, aprendió a apreciar la belleza y el amor libre.
A los diez años que viajaba, tenía novios y quería ser actriz.
Ha participado en varias partes, como, A Sarah Divina, como Lágrimas Amargas de Petra Von Kant, Brincando em cima Daquilo, O Homem eo Cavalo, etc.
Luego vino la UFRGS, en el curso de Artes Escénicas y de la PUC, en el curso de la ley. Sin embargo, dejó todo y se fue a St. Paul, en un intento de hacer teatro profesional.
Participó en varias películas, tales como Un Céu de Estrellas, Amarelo Manga, Carandiru, Olga, Antonia Aparecida - O Milagro, etc.
También participó en varias telenovelas y miniseries como Belíssima, Bang Bang, El color del pecado, la miniserie de la Amazonia, de Galvez un Chico Mendes, Duas Caras, Negócio da China, etc.
En 2011, él hizo un cameo en la telenovela, Araguaia.  En la actualidad, este aire, la telenovela, La vida sigue como Dra. Celina.
En 2012, hizo una aparición especial en la serie As Brasileiras jugó su primer villano, en el remake de la novela Gabriela.
En 2013 estuvo en la telenovela Amor à Vida, la trama se interpreta el médica Glauce.

## Obra

### Tv
| Año  | Título                                 | Rol                       | Notas                                             |
| ---- | -------------------------------------- | ------------------------- | ------------------------------------------------- |
| 2001 | As Filhas da Mãe                       |                           | Cameo                                             |
| 2002 | Os Normais                             |                           | ep: "Acima do Normal"                             |
| 2003 | A Grande Família                       | Vanessa                   | ep: "Costurando para Fora"                        |
| 2004 | El color del pecado                    | Edilásia Sardinha (joven) | 1ª fase                                           |
| 2004 | Começar de Novo                        | Lucrécia Borges (young)   | 1ª fase                                           |
| 2005 | Belíssima                              | Valdete Pereira           |                                                   |
| 2006 | Bang Bang                              | Bandit                    | Cameo                                             |
| 2006 | Pé na Jaca                             | Miranda                   | Cameo                                             |
| 2007 | Amazônia, de Galvez a Chico Mendes     | Justine                   |                                                   |
| 2007 | Dos caras                              | Dália Mendes              |                                                   |
| 2008 | Episódio Especial                      | Herself                   | Cameo                                             |
| 2008 | Guerra e Paz                           | Miréia                    | 1º ep: "Velozes e Infiéis"                        |
| 2008 | Casos e Acasos                         | Célia                     | 15º ep: "A Nova Namorada, o Chefe e o Dia Fértil" |
| 2008 | A Grande Família                       | Rebeca                    | ep: "Era Uma Vez no Motel"                        |
| 2008 | Negócio da China                       | Maralanis Silvestre       |                                                   |
| 2009 | Aline                                  | Vera                      | eps: "Aline Gorda", "Aline TPM"                   |
| 2010 | Dalva e Herivelto - Uma canção de amor | Margot                    |                                                   |
| 2010 | A Vida Alheia                          | Magda Kosmo               | ep: "O Sequestro"                                 |
| 2010 | Na Forma da Lei                        | Belinda Azambuja          | ep: "Maratona"                                    |
| 2010 | As Cariocas                            | Rita                      | ep: "A Traída da Barra"                           |
| 2011 | Araguaia                               | Marly                     | Cameo                                             |
| 2011 | La vida de la gente                    | Dra. Celina               |                                                   |
| 2012 | As Brasileiras                         | Valquíria                 | ep: "A Justiceira de Olinda"                      |
| 2012 | Gabriela                               | Zarolha                   |                                                   |
| 2013 | Amor à Vida                            | Glauce de Sá Benites      |                                                   |
| 2018 | Apocalipsis                            | Ariela Feld Gudman        |                                                   |
| 2018 | Natália                                | Ingrid Romanek            |                                                   |
| 2019 | Huérfanos de su Tierra                 | Teresa Monte Castelli     |                                                   |
| 2023 | Tierra de deseos                       | Gladys Borghin Junqueira  |                                                   |

### Cinematografía
| Año  | Título                      | Rol           | Notas        |
| ---- | --------------------------- | ------------- | ------------ |
| 1996 | Um Céu de Estrelas          | Dalva         |              |
| 1997 | O Trabalho dos Homens       | Raped woman   | cortometraje |
| 1999 | Ilha                        | Mariana       |              |
| 2000 | Através da Janela           | Simone        |              |
| 2002 | Amarillo mango              | Lígia         |              |
| 2003 | Carandiru                   | Dina          |              |
| 2004 | Desequilíbrio               | Prostituta    | cortometraje |
| 2004 | Contra Todos                | Cláudia       |              |
| 2004 | Olga                        | Maria         |              |
| 2004 | Capital Circulante          |               | cortometraje |
| 2005 | Quanto Vale Ou É Por Quilo? | Clara         |              |
| 2005 | Cafundó                     | Rosário       |              |
| 2006 | Antônia                     |               |              |
| 2010 | Os Inquilinos               | Fátima        |              |
| 2010 | Aparecida - O Milagre       | Sônia Resende |              |
| 2020 | Agua dos Porcos             | Debora        |              |